# فورکیا
فورکیا (به ایتالیایی: Forchia) یک کومونه در ایتالیا است که در استان بنونتو واقع شده‌است.

## خصوصیات
فورکیا ۵٫۴ کیلومترمربع مساحت و ۱٬۲۲۶ نفر جمعیت دارد و ۲۸۲ متر بالاتر از سطح دریا واقع شده‌است.